# Cervesa Cristal (Perú)
La cervesa Cristal és una marca de cervesa propietat de la Unión de Cervecerías Peruanas Backus y Johnston S.A.A. la qual es consumeix al Perú. Aquesta beguda, segons informacions de 2006, és la marca més consumida al país.